# Lakeland Village
Lakeland Village – jednostka osadnicza w Stanach Zjednoczonych, w stanie Kalifornia, w hrabstwie Riverside.